# アゲシラオス (政治家)
アゲシラオス（古希: ἈγησίλαοςΒ', Agesilaos, 生没年不明）は紀元前3世紀スパルタの政治家である。
アゲシラオスは紀元前245年に王位についたアギス4世の母アゲシストラタの弟で、彼の母方の叔父である。アゲシラオスは弁舌に長けていたが弱気な性質で金銭欲が強い人物であった。アギスが負債の帳消しと土地の再分配を唱えてリュクルゴスの時代の質実剛健な国政に復古する改革を唱えると、アゲシラオスは自身の多額の借金を帳消しにするために彼を支持した。アゲシラオスはアゲシストラタに改革への協力を説得し、紀元前243年にアギスと共に民衆に語りかけて彼らを説得するなどその弁舌の才を発揮した。翌紀元前242年にアギス一派によって彼と共同統治をしていたもう一人の王レオニダス2世が廃位された。この時アゲシラオスはテゲアに亡命しようとしたレオニダスを殺そうとして追っ手を差し向けたが、アギスは自身の腹心にレオニダスを亡命先まで護送させたため、失敗に終わった。その後、広い土地を持っていたが借金を返す財力も気もなかったアゲシラオスはアギスに債務取り消しを先にするよう忠告して受け入れられたが、いざ土地の再分配をする番になるとアゲシラオスは様々な妨害行為を行って延期させた。アカイアからの援軍要請を受けてアギスが出征すると、監督官として留守を任されたアゲシラオスは必要もないのに閏月を挿入して税金を巻き上げるなどしてあくどい金稼ぎを始め、さらにそれによって作ってしまった敵から身を守るために護衛隊を組織した。このため、彼の悪事に耐えかねた彼の対立者たちはレオニダスを呼び戻して復位させた（紀元前241年）。復位したレオニダスは敵対者の排除に取り掛かり、アゲシラオスは連行されたものの、評判高かった息子ヒッポメドンのとりなしで命を助けられた。それ以降のアゲシラオスについては不明である。

## 註
1. ↑  プルタルコス, 「アギス」, 6
2. ↑  プルタルコス,「アギス」, 7, 9
3. ↑  プルタルコス,「アギス」, 12
4. ↑  プルタルコス,「アギス」, 13
5. ↑  プルタルコス,「アギス」, 16